# Contea di Fallon
La contea di Fallon (in inglese Fallon County) è una contea del Montana, negli Stati Uniti. Il suo capoluogo amministrativo è Baker.

## Geografia fisica
La contea si trova nella parte sud-orientale dello Stato, al confine con Dakota del Nord e Dakota del Sud. Ha un'area di 4.204 km² di cui lo 0,17% è coperto d'acqua.

### Contee confinanti
- Contea di Wibaux - nord
- Contea di Golden Valley (Dakota del Nord) - nord-est
- Contea di Slope (Dakota del Nord) - est
- Contea di Bowman (Dakota del Nord) - est
- Contea di Harding (Dakota del Sud) - sud-est
- Contea di Carter - sud
- Contea di Custer - ovest
- Contea di Prairie - nord-ovest

## Città principali
- Baker (capoluogo) - city
- Plevna - town

## Strade principali
- Interstate 94
- U.S. Route 12
- Montana Highway 7

## Società

### Evoluzione demografica
La Contea di Fallon vede la propria popolazione composta per il 98,4% da bianchi non ispanici e lo 0,6% da indiani americani.
L'età media è di 41 anni e la divisione di genere vede un 50,5% di maschi ed un 49,5% di femmine.

Situazione demografica

## Scuole
- Lincoln School, su schools.publicschoolsreport.com. URL consultato il 14 aprile 2007 (archiviato dall'url originale il 27 settembre 2007).
- Plevna School, su schools.publicschoolsreport.com. URL consultato il 14 aprile 2007 (archiviato dall'url originale il 27 settembre 2007).
- Longfellow School, su schools.publicschoolsreport.com. URL consultato il 14 aprile 2007 (archiviato dall'url originale il 27 settembre 2007).
- Baker High School, su schools.publicschoolsreport.com. URL consultato il 14 aprile 2007 (archiviato dall'url originale il 30 settembre 2007).

## Musei
- O'Fallon Historical Museum, su midrivers.com. URL consultato il 14 aprile 2007 (archiviato dall'url originale il 14 aprile 2007).